# Protipapež Benedikt XIV. (Jean Carrier)
Benedikt XIV., rojen kot Jean Carrier, protipapež katoliške Cerkve (avinjonska oziroma aragonska veja);  * okrog 1370, okolica Rodeza Rouergue, Aragonsko kraljestvo (danes Francija), † okrog 1437, trdnjava Foix, Aragonsko kraljestvo (danes Francija).

## Življenjepis

### Nadaljevanje razkola poBenediktovismrti
V času zahodnega razkola, ko sta v Cerkvi vladala dva in celo trije papeži, je (proti)papež Benedikt XIII. trmasto nasprotoval odstavitvi najprej pižanskega in nato še konstanškega koncila. Zabarikadiral se je v trdnjavo Peñíscola blizu Valencije v takratni Aragoniji. Sam cesarSigismund ga je v Perpignanu zaman skušal pregovoriti k odstopu. On je sebe smatral za edinega zakonitega papeža, ker ga je za kardinala imenoval Gregor XI. še pred začetkom razkola. Vsi drugi kardinali iz tega obdobja so že pomrli; imenovane med razkolom je imel vse skupaj za nezakonite. Odstopil ni niti tedaj, ko ga je 26. julija 1417 odstavil konstanški koncil. 
Benedikt je razglašal, da je njegova utrdba kot »Noetova barka prave Cerkve«. Tam je tudi umrl pozabljen od sveta. 
Tik pred smrtjo je še imenoval štiri kardinale, ki naj bi volili njegovega naslednika in nadaljevali razkol:
1. Jean Carrier, arhidiakon v Rodezu in kaplan grofa Jeana IV. d'Armagnac z naslovom S. Stefano a Monte Celio.
2. Julián Lobera y Valtierra, Aumônier; pisar apostolskih pisem ter apostolski administrator škofije Tarazona, škof škofije Ostia e Velletri.
3. Ximeno Dahe, avditor apostolske kurije z naslovom S. Lorenzo in Lucina.
4. Domingo de Bonnefoi, O.Carth - prior samostana Montealegre v Tiani pri Barceloni z naslovom S. Pietro in Vincoli.

### Samoimenovani protipapež
Toda tudi med njimi je prišlo do razkola: trije so se zbrali na konklave 10. junija 1423 ter izvolili Gil Sánchez Muñoz-a, ki si je nadel ime Klemen VIII. (1423–1429). 
Četrti, Jean Carrier – pa je bil ravno tedaj kot Benediktov odposlanec na poti. Ko se je vrnil, je užaljen oporekal izvolitvi in sam izvolil na gradu Peñíscola duhovnika Bernarda Garniera – zakristana pri stolnici v Rodezu –, ki si je privzel ime Benedikt XIV. (1424–1430) – in je tako postal protipapežev protipapež. Njegova vloga je bila ljudem tako neznana, da je pravzaprav še naprej opravljal delo zakristana v Rodezu, grofija Rodez, blizu Toulousa. Drugi menijo, da se je skrival in da so mu sledili še protipapeži Benedikt XV., Benedikt XVI. in Benedikt XVII. Glede tega ni zgodovinskih podatkov; zato jih imenujemo domišljijski papeži.
Po njegovi smrti pa je postal novi naslednik protipapeža Benedikta XIII. sam Jean Carrier, - ki je volil samega sebe. Ker je zanesljivo Garnier imenoval enega kardinala, in sicer je to bil Jean Farald, ko je bil prisiljen zapustiti Benedikta in je mogel torej on voliti samega Carriera; enako z imenom Benedikt XIV., oziroma Benedikt XIV. (1430–1437). Z njegovo smrtjo pa je bil zahodni razkol dokončno presežen, čeprav mu je sledil še Feliks.

## Smrt in spomin
Carriera je dal ujeti in zapreti Klemen VIII. in je končal svoje dneve v zaporu na gradu Foix. Tam je umrl 1437, po nekaterih že 1433. Skrivnostni protipapež v dveh osebah Benedikt XIV. tudi danes buri domišljijo. Nekateri torej mislijo, da so kardinali zvesti njemu izvolili vrsto nepomembnih in nevplivnih protipapežev  med 1437 in 1470. V zvezi s tem je napisal scenarij 1995 na osnovi novele l'Anneau du pêcheur francoski pisatelj Jean Raspail.
To bi bilo mogoče pri domnevi, po kateri naj bi Bernard Garnier pred svojo smrtjo 1429 imenoval štiri kardinale, ki naj bi v konklavu 1430 izvolili Jeana Carrierja. Tudi sam Carrier je baje imenoval šest kardinalov, ki so: 
1. Pierre Trahinier, kardinal Betlehema
2. Bernard, kardinal Hebrona
3. Pierre Tifane, kardinal Tiberiade
4. Jean, kardinal Gibeleta
5. X, kardinal Jona
6. Jacques, kardinal Cezareje

Avinjonska veja protipapežev pa bi – če vštejemo tudi takoimenovane domišljijske papeže, (glede katerih pa ni zgodovinskih podatkov) izgledala takole:
1. Klemen VII. – Robert grof Ženevski (1378–1394)
2. Benedikt XIII. – Pedro Martinez de Luna y Gotor (1394–1417)
3. Klemen VIII. - Gil Sanchez de Muñoz (1423–1429)
4. Benedikt XIV. (Jean Carrier 1430–1437)
5. Benedikt XV. - Pierre Tifane (1437–1470)
6. Benedikt XVI. - Jean Langlade (1470–1499)

Pri taki razvrstitvi bi sem smeli prištevati tudi protipapeževega protipapeža Benedikta XIV. (Bernard Garnier 1424–1430)
.